# Renault 18
Renault 18 var en bilmodel fra Renault produceret mellem 1978 og 1986. Modellen afløste Renault 12 og blev afløst af Renault 21.
I starten fandtes modellen med to benzinmotorer, en 1,4 med 64 hk og en 1,7 med 78 hk. Senere kom der motorer på helt op til 2,2 liter samt en turbodieselmotor på 2,1 liter.
Renault 18 fandtes i to karrosserivarianter, en 4-dørs sedan og en 5-dørs stationcar, og konkurrerede med bl.a. Audi 80, Mazda 626 og Volkswagen Passat. Derudover fandtes Renault 18 også i en coupéudgave ved navn Renault Fuego.